# Милан Мајсторовић
Милан Мајсторовић (Нови Сад, 28. јануар 1983) бивши је српски кошаркаш. Играо је на позицији крилног центра.

## Каријера
Мајсторовић је сениорски деби имао у суботичком Спартаку, одакле 2003. прелази у ФМП Железник. У дресу ФМП-а стиче афирмацију и осваја прве трофеје, Јадранску лигу 2004. и Куп Радивоја Кораћа 2005. Године 2005. прелази у Билбао, одакле након две сезоне прелази у Олденбург. Са њима је 2009. освојио национално првенство и суперпкуп. Олденбург напушта 2010. када потписује за шпанску Манресу, али се након само једне сезоне враћа у Олденбург. Сезону 2013/14. проводи у Трефл Сопоту, а наредну годину у мађарској екипи Фалко Сомбатхељ.
Мајсторовић је био члан селекције која је на Универзијади 2003. године у Јужној Кореји освојила златну медаљу.

## Успеси

### Клупски
- ФМП:
  - Јадранска лига (1) : 2003/04.
  - Куп Радивоја Кораћа (1) : 2005.

- Олденбург:
  - Првенство Немачке (1) : 2008/09.
  - Суперпкуп Немачке (1) : 2009.

### Репрезентативни
- Универзијада:  2003.